# 扬·弗美尔
约翰尼斯·維梅爾（荷蘭語：Johannes Vermeer，1632年10月31日—1675年12月15日），又稱扬·维米尔（Jan Vermeer）、約翰·維梅爾（Johan Vermeer），是一位17世紀的荷蘭黃金時代畫家。他畢生工作生活於荷蘭的代尔夫特（Delft），有時也被稱為代尔夫特的維梅爾（Vermeer van Delft）。自十九世紀得到重新發現後，維梅爾與林布蘭經常一同被稱為荷蘭黃金時代最偉大的畫家，他們的作品中都有透明的用色、嚴謹的構圖、以及對光影的巧妙運用。維梅爾善於精細地描繪一個限定的空間，優美地表現出物體本身的光影效果及人物的真實感與質感。

## 生平
1632年，維梅爾生於荷蘭代尔夫特一個中產階級新教家庭；10月31日，他在代尔夫特的新教堂受洗。他的父親雷尼耶·維梅爾（Reynier Vermeer）是一個絲綢織造商和藝術品商，母親迪赫纳（Digna）來自比利時的安特衛普。父親给予維梅爾最初的藝術啟蒙。 
1641年，其父在市中心買下一幢大房子，名為梅赫伦。 
1652年，其父去世，維梅爾繼承梅赫伦的旅館和賣畫生意。 
1653年4月，維梅爾娶了一位信仰天主教的女孩，是他當時作畫的模特卡特琳娜·博尔内斯。他的岳母比他富有很多，這可能是維梅爾在結婚前的4月5日改信天主教的原因。同年，維梅爾加入了代尔夫特的畫家行會圣路加行会，並於1662年、1663年、1670年及1671年四次當選為會长。他最初打算專攻歷史和宗教題材，後來開始畫風景畫和肖像。 
1672年，災難年在荷蘭爆發，社會經濟陷入困境，而維梅爾因婚後逐漸坐吃山空，不得不將父親留下的房子出租，然後搬到岳母瑪丽亞·廷斯（Maria Thins）家裡，並常得到她的接濟。 

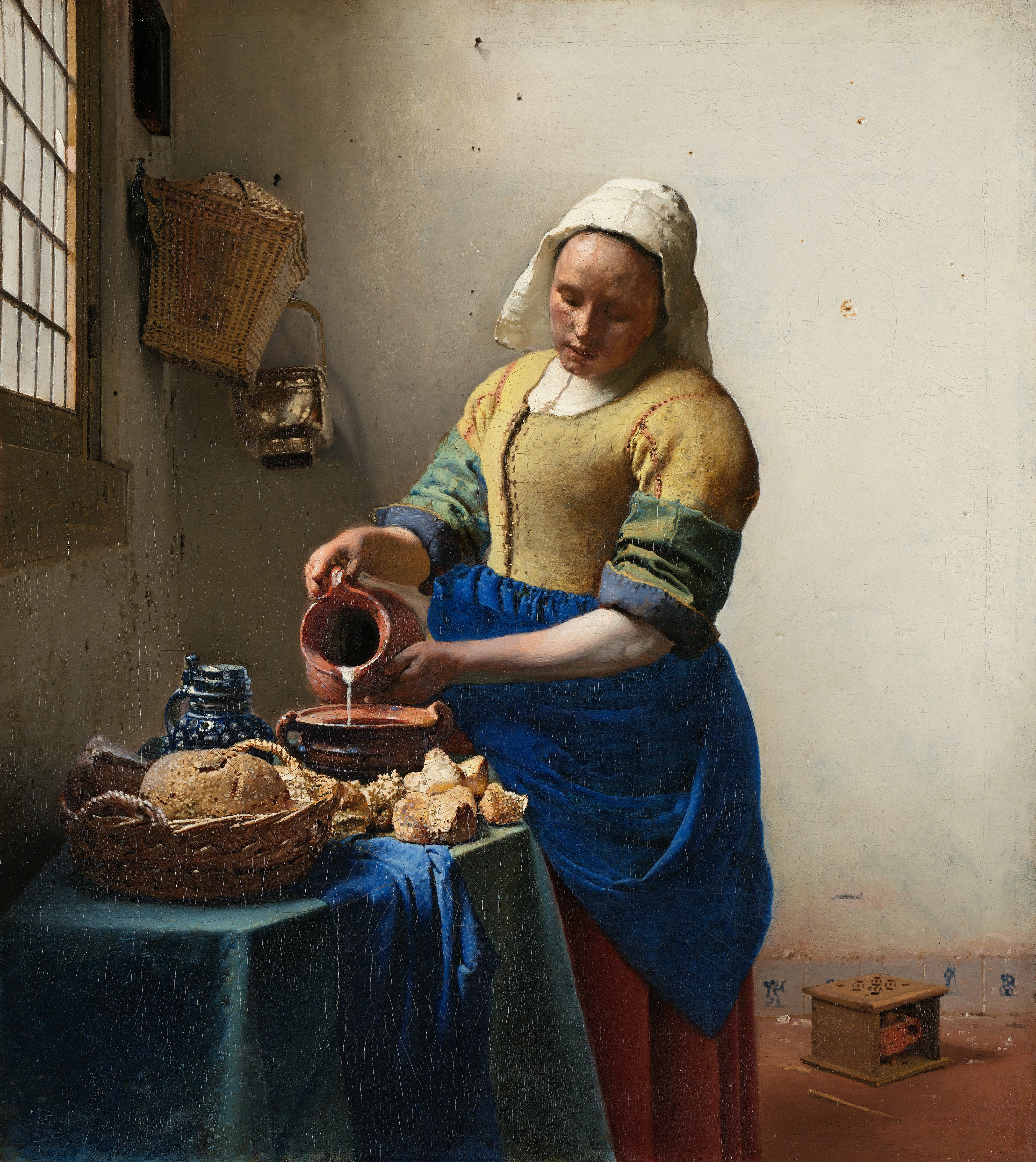
《倒牛奶的女僕》，1658–60年

1675年12月15日，維梅爾去世，年僅43歲。用他妻子的話來說，維梅爾是由於「龐大家庭的重擔，沒有謀生手段，使他陷入萎靡和沮喪，進而譫妄，好端端的人一、兩天之內就突然病死。」 維梅爾去世前，不但無法賣掉自己的作品，經銷的油畫也無人問津，結局相當淒涼。維梅爾留下他的妻子卡特琳娜和11個孩子，其中8個尚未成年。因為負債纍纍，卡特琳娜不得不申請破產。
次年，代尔夫特市议会處理了維梅爾的遺產，卡特琳娜繼承了19幅作品。許多作品被轉賣流至市場中，20世紀初，有美國人出高價收購《倒牛奶的女僕》 ，在荷蘭境內引起軒然大波，1907年報紙刊登了諷刺漫畫，呼籲政府重視這件事。在輿論壓力下，荷蘭國會決議由國庫出錢買回，1908年撥款購藏了此畫。其作品流傳至今者僅35幅，現存維梅爾主要作品都出現在 1656 年到他過世 1675 年不到二十年的期間內。

## 其他畫家的影響
由於資料的缺乏，不能確定對維梅爾產生直接影響的是那些畫家。但最常見的說法是，他一生都在代尔夫特生活，以下人物對其繪畫風格的發展有著重要影響：
- 卡雷尔·法布里蒂乌斯（Carel Fabritius，1622年—1654年），他晚年生活在代尔夫特，維梅爾的透視、日常生活主題可能受益於他
- 莱昂纳特·布拉默（Leonaert Bramer，1596年—1674年），另一個代尔夫特畫家，是維梅爾的證婚人。
- 意大利畫家，如卡拉瓦喬（1573年—1610年）
- 維梅爾購買的迪尔克·范·巴比伦（Dirk van Baburen）畫作。維梅爾兩幅作品中都受到了影響。

## 風格

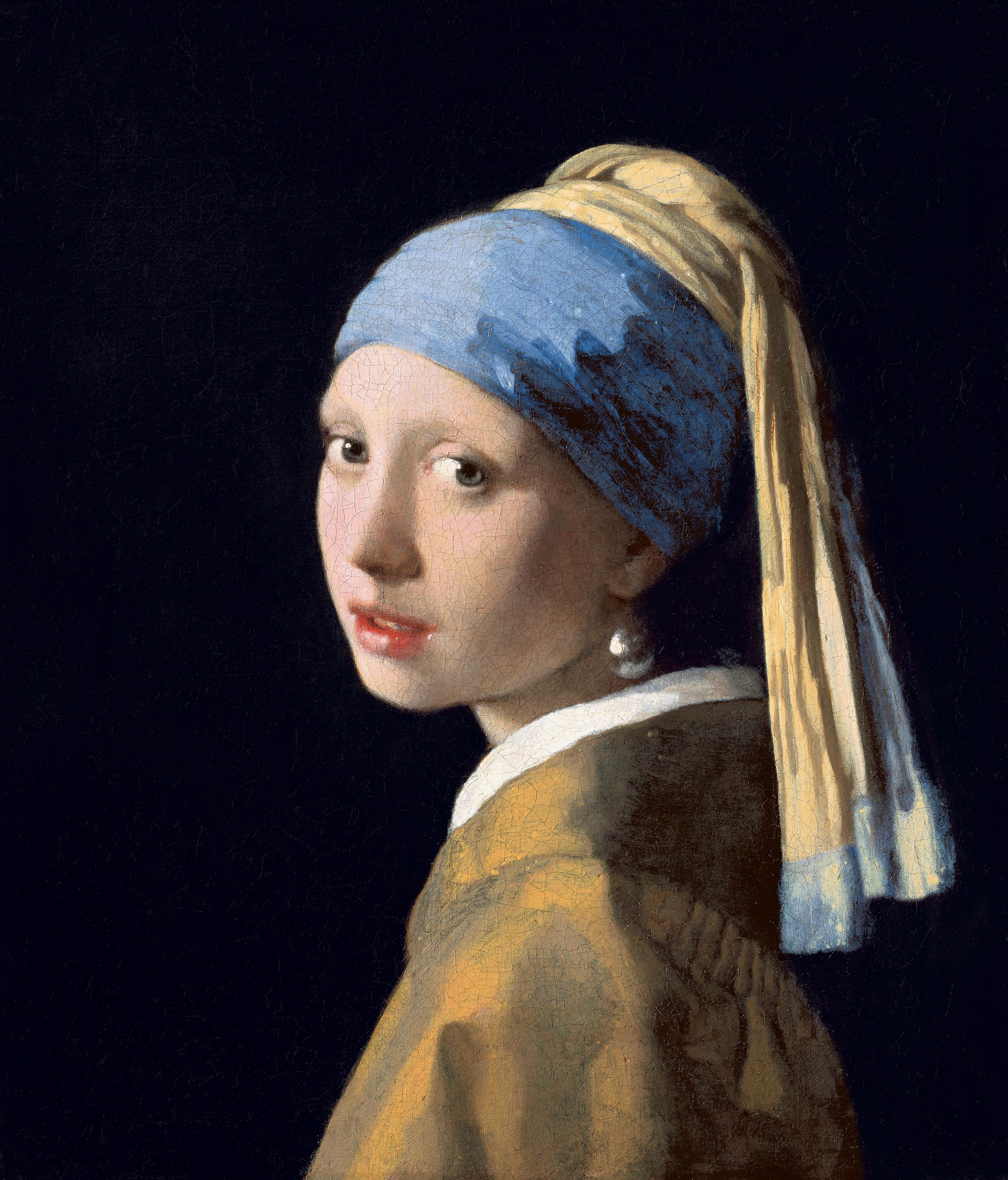
《戴珍珠耳環的少女》（約1665年）

維梅爾被稱為荷蘭黃金時代最傑出的畫家，與林布蘭齊名。他的作品展示了荷蘭代尔夫特市民的日常生活，他的作品和生活曾經被人遺忘了一個多世紀，直到19世紀中期，他的才華和成就才被認同。
維梅爾作品大多數描繪寧靜、和諧的家庭生活，他尤其喜歡畫女性的形像和活動。他流傳下來的肖像畫中，女性人物有40位，男性人物僅13位。其油畫內容通常是一、兩個人在室內勞作或休閒，光線一般從左側照來。
維梅爾喜用黃色、藍色和灰色，他對色彩的把握和光線的處理非常出眾。通常佈局簡單，尺寸不大，但往往給人巨大的視覺衝擊。
他使用了以微小的畫點組合（點畫法），並且善於使用光線的來源，使畫面產生一種流動、優雅的氣氛，因而被稱為光影大師。
沒有人瞭解維梅爾的技法，但可以肯定的是他經常使用當時罕見的暗箱（Camera Obscura）及反射鏡，用以捕捉光線和色彩。這樣的假設從2001年的英國著名畫家大衛·霍克尼首先提出（獲得美國實驗物理學家法爾柯認可，兩人還共同發表論文呈現此論），並經過美國發明家提姆·詹尼森（Tim Jenison）用更確實的理論、設備進行實驗，闡述維美爾的作畫用了許多類似照相機的光學設備，將廣域的畫面投射到畫家面前，因此維美爾才能把正常距離下、肉眼看不見地毯線條精確描出。
這一實驗過程和明確的論證，都呈現在提姆2013年的紀錄片──《提姆的維美爾》當中，提姆也在片中花了130天，成功重繪了維美爾的名畫音樂課。但提姆的主張論述仍有爭議，因為沒有歷史文獻紀錄維美爾如何作畫，提姆認為「維美爾可能只是照描鏡中的反射畫面」之說，也只是非常合理的推論，缺乏關鍵的證據。
當時荷蘭著名的科學家列文虎克是維梅爾的好友，此人精通顯微鏡和光學透視，維梅爾顯然從他那裡學到了這門技術。
維梅爾對畫面非常講究，透過暗箱的技巧，不論是畫面構圖、人物比例、光影變化都精緻得跟照片一樣逼真，以致有評論家認為這不是藝術。但在荷蘭的黃金時代，人們並沒有把繪畫當成一種藝術，而只是一種手工藝，一種謀生技能而已。他的畫作通常要花很長時間，基本上都需要兩三年的時間才能完成一幅作品，但每一幅都堪稱精品。

## 作品列表
今天，維梅爾流傳下來的作品為34或37幅，因为有3幅的归属仍存疑。

## 相关文艺作品
- 電影
  - 《Tim's Vermeer (記錄片)》

- 書籍
  - 《戴珍珠耳環的少女》由作者特蕾西·舍瓦利耶所著，來自於維梅爾同名油畫《戴珍珠耳環的少女》。
  - 《穿風信子藍的少女》由作者苏珊·佛里兰（Susan Vreeland）所著，來自於維梅爾同名油畫《在窗前讀信的女孩》。

## 外部連結
- Johannes Vermeer & Delft website （页面存档备份，存于）
- Johannes Vermeer （页面存档备份，存于），Artble
- Essential Vermeer （页面存档备份，存于）
- Johannes Vermeer （页面存档备份，存于），Encyclopædia Britannica
- 台夫特維梅爾中心 （页面存档备份，存于）
- 關於維梅爾多幅作品所用顔料的研究 （页面存档备份，存于），Colourlex